# Calle de Argensola
La calle de Argensola es una vía pública de la ciudad española de Madrid, situada en el barrio de Justicia, distrito Centro.

## Descripción
La vía discurre desde la calle de Fernando VI hasta desembocar en la de Génova. Se conoció como «calle de Gutemberg», pero honra con el título actual a los poetas e historiadores del Siglo de Oro Lupercio (1559-1613) y Bartolomé Leonardo de Argensola (1562-1631), hermanos y naturales de la localidad oscense de Barbastro. Aparece descrita en Las calles de Madrid (1889) de Hilario Peñasco de la Puente y Carlos Cambronero con las siguientes palabras:

Argensola. Esta calle tiene su entrada por la del Barquillo, y la salida á la de Génova. Es de apertura reciente. Llamóse en un principio de Gutenberg.
(Peñasco de la Puente y Cambronero, 1889, p. 72)

## Residentes ilustres
Eduardo Arroyo nació en una casa de la calle, en 1937. Una placa lo recuerda.